# Contea di Nemaha (Nebraska)
La contea di Nemaha (in inglese: Nemaha County) è una contea dello Stato del Nebraska, negli Stati Uniti. La popolazione al censimento del 2000 era di 7 576 abitanti. Il capoluogo di contea è Auburn.